# NASCAR Winston Cup 2000
De NASCAR Winston Cup 2000 was het 52e seizoen van het belangrijkste NASCAR kampioenschap dat in de Verenigde Staten gehouden wordt. Het seizoen startte op 20 februari met de Daytona 500, voorafgegaan door de exhibitiewedstrijd Budweiser Shootout en de Daytona kwalificatieraces Gatorade Duels en eindigde op 20 november met de NAPA 500. Het kampioenschap werd gewonnen door Bobby Labonte. De trofee rookie of the year werd gewonnen door Matt Kenseth.

## Races
Top drie resultaten, exhibitie- en kwalificatiewedstrijden staan niet vermeld.
| '  | Datum  | Race                                 | Circuit                         | Winnaar            | Tweede          | Derde           |
| 1  | 20-feb | Daytona 500                          | Daytona International Speedway  | Dale Jarrett       | Jeff Burton     | Bill Elliott    |
| 2  | 27-feb | BIG KMart/Dura Lube 400              | North Carolina Speedway         | Bobby Labonte      | Dale Earnhardt  | Ward Burton     |
| 3  | 5-mrt  | CarsDirect.com 400                   | Las Vegas Motor Speedway        | Jeff Burton        | Tony Stewart    | Mark Martin     |
| 4  | 12-mrt | Cracker Barrel Old Country Store 500 | Atlanta Motor Speedway          | Dale Earnhardt     | Bobby Labonte   | Mark Martin     |
| 5  | 19-mrt | Mall.com 400                         | Darlington Raceway              | Ward Burton        | Dale Jarrett    | Dale Earnhardt  |
| 6  | 26-mrt | Food City 500                        | Bristol Motor Speedway          | Rusty Wallace      | Johnny Benson   | Ward Burton     |
| 7  | 2-apr  | DirecTV 500                          | Texas Motor Speedway            | Dale Earnhardt jr. | Jeff Burton     | Bobby Labonte   |
| 8  | 9-apr  | Goody's Body Pain 500                | Martinsville Speedway           | Mark Martin        | Jeff Burton     | Michael Waltrip |
| 9  | 16-apr | DieHard 500                          | Talladega Superspeedway         | Jeff Gordon        | Mike Skinner    | Dale Earnhardt  |
| 10 | 30-apr | NAPA Auto Parts 500                  | California Speedway             | Jeremy Mayfield    | Bobby Labonte   | Matt Kenseth    |
| 11 | 6-mei  | Pontiac Excitement 400               | Richmond International Raceway  | Dale Earnhardt jr. | Terry Labonte   | Dale Jarrett    |
| 12 | 28-mei | Coca-Cola 600                        | Charlotte Motor Speedway        | Matt Kenseth       | Bobby Labonte   | Dale Earnhardt  |
| 13 | 4-jun  | MBNA Platinum 400                    | Dover International Speedway    | Tony Stewart       | Matt Kenseth    | Bobby Labonte   |
| 14 | 11-jun | Kmart 400                            | Michigan International Speedway | Tony Stewart       | Dale Earnhardt  | Bobby Labonte   |
| 15 | 19-jun | Pocono 500                           | Pocono Raceway                  | Jeremy Mayfield    | Dale Jarrett    | Ricky Rudd      |
| 16 | 25-jun | Save Mart/Kragen 350                 | Infineon Raceway                | Jeff Gordon        | Sterling Marlin | Mark Martin     |
| 17 | 1-jul  | Pepsi 400                            | Daytona International Speedway  | Jeff Burton        | Dale Jarrett    | Rusty Wallace   |
| 18 | 9-jul  | Thatlook.com 300                     | New Hampshire Motor Speedway    | Tony Stewart       | Joe Nemechek    | Mark Martin     |
| 19 | 23-jul | Pennsylvania 500                     | Pocono Raceway                  | Rusty Wallace      | Jeff Burton     | Jeff Gordon     |
| 20 | 5-aug  | Brickyard 400                        | Indianapolis Motor Speedway     | Bobby Labonte      | Rusty Wallace   | Bill Elliott    |
| 21 | 13-aug | Global Crossing at the Glen          | Watkins Glen International      | Steve Park         | Mark Martin     | Jeff Burton     |
| 22 | 20-aug | Pepsi 400                            | Michigan International Speedway | Rusty Wallace      | Ricky Rudd      | Bobby Labonte   |
| 23 | 26-aug | Goracing.com 500                     | Bristol Motor Speedway          | Rusty Wallace      | Tony Stewart    | Mark Martin     |
| 24 | 3-sep  | Pepsi Southern 500                   | Darlington Raceway              | Bobby Labonte      | Jeff Burton     | Dale Earnhardt  |
| 25 | 9-sep  | Chevrolet Monte Carlo 400            | Richmond International Raceway  | Jeff Gordon        | Dale Earnhardt  | Mark Martin     |
| 26 | 17-sep | Dura Lube 300                        | New Hampshire Motor Speedway    | Jeff Burton        | Bobby Labonte   | Ricky Rudd      |
| 27 | 24-sep | MBNA.com 400                         | Dover International Speedway    | Tony Stewart       | Johnny Benson   | Ricky Rudd      |
| 28 | 1-okt  | NAPA Autocare 500                    | Martinsville Speedway           | Tony Stewart       | Dale Earnhardt  | Jeff Burton     |
| 29 | 8-okt  | UAW-GM Quality 500                   | Charlotte Motor Speedway        | Bobby Labonte      | Jeremy Mayfield | Ricky Rudd      |
| 30 | 15-okt | Winston 500                          | Talladega Superspeedway         | Dale Earnhardt     | Kenny Wallace   | Joe Nemechek    |
| 31 | 22-okt | Pop Secret Microwave Popcorn 400     | North Carolina Speedway         | Dale Jarrett       | Jeff Gordon     | Ricky Rudd      |
| 32 | 5-nov  | Checker Auto Parts / Dura Lube 500K  | Phoenix International Raceway   | Jeff Burton        | Jeremy Mayfield | Steve Park      |
| 33 | 12-nov | Pennzoil 400                         | Homestead-Miami Speedway        | Tony Stewart       | Jeremy Mayfield | Mark Martin     |
| 34 | 20-nov | NAPA 500                             | Atlanta Motor Speedway          | Jerry Nadeau       | Dale Earnhardt  | Ward Burton     |

## Eindstand - Top 10
| 1  | Bobby Labonte  | 5130 |
| 2  | Dale Earnhardt | 4865 |
| 3  | Jeff Burton    | 4841 |
| 4  | Dale Jarrett   | 4684 |
| 5  | Ricky Rudd     | 4575 |
| 6  | Tony Stewart   | 4570 |
| 7  | Rusty Wallace  | 4544 |
| 8  | Mark Martin    | 4410 |
| 9  | Jeff Gordon    | 4361 |
| 10 | Ward Burton    | 4152 |